# Georg Wilhelm von Hannover
Georg Wilhelm Ernst August Friedrich Axel Prinz von Hannover Herzog zu Braunschweig und Lüneburg (* 25. März 1915 in Braunschweig; † 8. Januar 2006 in München) war ein Enkel von Wilhelm II. und Schwager von Philip, Duke of Edinburgh.

## Eltern

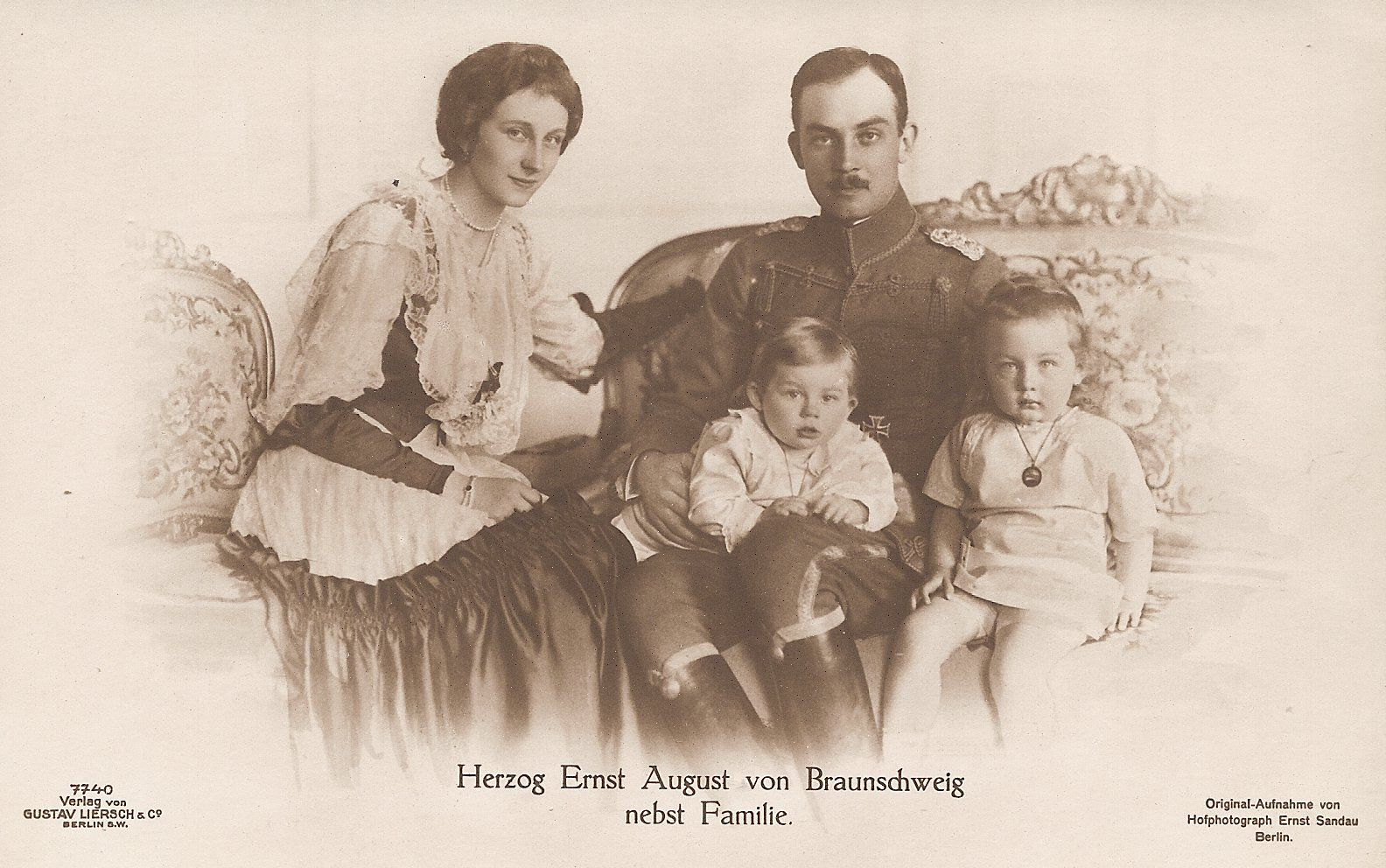
Herzog Ernst August von Braunschweig mit seiner Frau Viktoria Luise und den Kindern Georg Wilhelm (links) und Ernst August (1916)

Georg Wilhelm kam als zweites von insgesamt fünf Kindern des letzten, zwischen 1913 und 1918 regierenden Herzogs Ernst August III. von Braunschweig und Lüneburg (1887–1953) und der einzigen Tochter des letzten deutschen Kaisers Wilhelm II., Prinzessin Viktoria Luise von Preußen (1892–1980) zur Welt. Benannt wurde er nach dem älteren Bruder seines Vaters, dem 1912 verstorbenen Georg Wilhelm von Hannover.

## Geschwister
- Ernst August (1914–1987)

⚭ 1951 Ortrud Prinzessin zu Schleswig-Holstein-Sonderburg-Glücksburg (1925–1980)
⚭ (1981) mit Monika Gräfin zu Solms-Laubach (1929–2015)
- Friederike Luise (1917–1981) ⚭ 1937 Paul I. von Griechenland (1901–1964)
- Christian (1919–1981) ⚭ 1963 bis 1976 Mireille Dutry (* 1946)
- Welf Heinrich (1923–1997) ⚭ 1960 Alexandra Prinzessin zu Ysenburg und Büdingen (1937–2015)

## Leben
Georg Wilhelm wurde evangelisch-lutherisch getauft. Seine Taufpaten waren die Königinmutter Maria Christina von Spanien und Prinz Axel von Dänemark. Er besuchte das Gymnasium in Hameln und von 1930 bis 1934 die elitäre Internatsschule Schloss Salem bei Überlingen am Bodensee, die sein Onkel, der letzte deutsche Reichskanzler im Ersten Weltkrieg Max von Baden 1920 zusammen mit dem Pädagogen Kurt Hahn gegründet hatte.
Georg Wilhelm Prinz von Hannover studierte Jura und promovierte an der Universität Göttingen zum Doktor der Rechtswissenschaft.
Während des Zweiten Weltkrieges war Georg Wilhelm Offizier im Stab Generaloberst Heinz Guderians bei der Panzergruppe 2 der Heeresgruppe Mitte. Er nahm am Unternehmen Barbarossa und den Schlachten um Smolensk, Kiew und Orel teil. Erst im Januar 1944 schied er infolge des Prinzenerlasses als Rittmeister aus der Wehrmacht aus.
Der Pferdeliebhaber Georg Wilhelm, der vor dem Zweiten Weltkrieg der deutschen Military-Mannschaft angehört hatte, baute später die Reit-Akademie in München-Riem auf. Er war Mitglied des Internationalen Olympischen Komitees (IOC) und des Nationalen Olympischen Komitees (NOK).
Von 1948 bis 1959 leitete Georg Wilhelm die Schule Schloss Salem.
Von 1966 bis 1970 war er Präsident der Internationalen Olympischen Akademie (IOA), zu deren Gründungsmitgliedern er gehörte.

## Nachkommen
Im April 1946 heiratete Georg Wilhelm Sophie von Griechenland (1914–2001), Tochter von Andreas von Griechenland und dessen Gemahlin Alice von Battenberg und Schwester von Philip, ab 1947 Duke of Edinburgh und Ehemann der späteren britischen Königin. Das Paar kannte sich, weil Sophies Cousin König Paul seit 1937 mit Georg Wilhelms Schwester Friederike verheiratet war.
Sophie, Mutter von fünf Kindern, war in erster Ehe seit 1930 mit dem 1943 im Zweiten Weltkrieg verunglückten Christoph Prinz von Hessen verheiratet gewesen. Durch den gemeinsamen Urgroßvater Christian IX. von Dänemark waren Georg Wilhelm und Sophie Cousin und Cousin zweiten Grades.
Aus der Ehe Georg Wilhelms mit Sophie gingen folgende Kinder hervor:
- Welf Ernst August Andreas (1947–1981) ⚭ 1969 bis 1981 Wibke van Gunsteren

Welf wurde unter dem Namen Swami Anand Vimalkirti Anhänger des später Osho genannten religiösen Führers und starb im  Januar 1981 aufgrund eines angeborenen Aneurysmas in Poona in der dortigen Universitätsklinik nach einem Schlaganfall. Danach stellten die besorgten Verwandten sicher, dass seine kleine Tochter nicht bei ihrer Mutter (ebenfalls Sannyasin) in Poona aufwachsen würde.
- Georg Paul Christian (* 1949) ⚭ 1973 Victoria Anne Bee
- Friederike Elisabeth (* 1954) ⚭ 1979 Jerry William Cyr

Er starb im Alter von 90 Jahren am 8. Januar 2006 in München.

## Veröffentlichungen
- Die völkerrechtliche Stellung Deutschlands nach der Kapitulation. Dissertation, Göttingen 1948
- Die völkerrechtliche Stellung Deutschlands nach der Kapitulation. Heymann Verlag, Köln 1984
- Beteiligung an: Die Flüchtlingstragödie des Khmer-Volkes. Tykve, Böblingen 1988